# Parachironomus siljanensis
Parachironomus siljanensis är en tvåvingeart som beskrevs av Lars Zakarias Brundin 1949. Parachironomus siljanensis ingår i släktet Parachironomus och familjen fjädermyggor. Inga underarter finns listade i Catalogue of Life.